# Albert Meulemans
Albert Meulemans (Westerlo, 21 februari 1751 – Doornik, 21 juni 1799) was een Zuid-Nederlands verzetsstrijder, die vooral bekend werd tijdens de Boerenkrijg.
Meulemans was landmeter van beroep. In 1786 ontwierp hij onder meer het stadsplan van Diest. Na zijn huwelijk met Anna Boulet in 1778 vestigde hij zich in Tongerlo. Daar sloot hij zich in 1798 tijdens de Boerenkrijg aan bij het brigandsleger als kapitein van de vrijwilligerscompagnie. Meulemans was een trouwe bondgenoot van Emmanuel Jozef Van Gansen. Op 14 en 15 november 1798 omsingelden de Franse troepen Diest, maar Meulemans en Van Gansen konden met hun legers ontkomen. Op 22 november 1798 werd Meulemans echter in de bossen van Mol-Postel gearresteerd. De krijgsraad veroordeelde hem tot de doodstraf en op 21 juni 1799 werd hij in Doornik gefusilleerd.

## Bron
- MARTENS, Erik, “De Boerenkrijg in Brabant (1798-1799). De opstand van het jaar 7 in het Dijledepartement”, Uitgeverij De Krijger, 2005, blz. 49, 50, 55, 127, 128, 130, 136, 194.